# Where Is Everybody?
"Where is Everybody?" is de eerste aflevering van de Amerikaanse televisieserie The Twilight Zone. De aflevering werd geschreven door Rod Serling.

## Plot

### Opening
The place is here, the time is now, and the journey into the shadows that we're about to watch could be our journey.
— Rod Serling

### Verhaal
Een man genaamd Mike Ferris bevindt zich alleen in een vreemde stad. Hij is gekleed in een overall van de luchtmacht, maar hij heeft geen idee wie hij is en hoe hij hier is beland. De stad lijkt te zijn verlaten, maar er zijn genoeg aanwijzingen dat er kort geleden andere mensen zijn geweest. Zo ontdekt hij een huis waar het eten op het vuur staat en asbakken met nog maar pas gedoofde sigaretten erin.
Naarmate de aflevering vordert, wordt Mike steeds wanhopiger. Uiteindelijk kan hij er niet meer tegen en stort ineen op een kruispunt. Daarbij drukt hij een knop getiteld "WALK" in.
Door het indrukken van de knop komt opeens een andere man aanrennen. Het blijkt dat Mike een astronaut is die 484 uur alleen door moest brengen in volledige afzondering om te kijken of hij dit aan kan, omdat hij ook zo lang alleen zou zijn bij een reis naar de maan. De stad was slechts een hallucinatie.

### Slot
Up there, up there in the vastness of space, in the void that is sky, up there is an enemy known as isolation. It sits there in the stars waiting, waiting with the patience of eons, forever waiting... in the Twilight Zone.
— Rod Serling

## Oorspronkelijke slot
Oorspronkelijk luidde de slottekst van Rod Serling als volgt:

The barrier of loneliness: the palpable, desperate need of the human animal to be with his fellow man. Up there, up there in the vastness of space, in the void that is sky, up there is an enemy known as isolation. It sits there in the stars waiting, waiting with the patience of eons, forever waiting... in the Twilight Zone.
— Rod Serling

## Productie
Voorafgaand aan deze aflevering had Rod Serling een aflevering geschreven getiteld "The Happy Place". Deze aflevering was eigenlijk bestemd als de pilotaflevering. Het scenario werd echter geweigerd omdat men het onderwerp — een samenleving waarin mensen op hun 60e worden geëxecuteerd omdat ze de gemeenschap niet meer tot nut zijn — als te depressief werd ervaren.
Oorspronkelijk deed Westbrook Van Voorhis de openings- en slottekst voor de aflevering. Omdat Westbrook vaak niet te bereiken was voor andere afleveringen, nam Rod Serling het zelf over.
Enkele jaren later verwerkte Serling de aflevering tot een verhaal voor in zijn boek Stories From the Twilight Zone.

## Thema's
Het hoofdzakelijke thema van de aflevering is het effect van eenzaamheid op mensen. Serling zou dit thema ook in veel andere afleveringen toepassen, zoals "The Mind and the Matter".